# تل قلعه عبدالقادری
تل قلعه عبدالقادری مربوط به دوران‌های تاریخی پس از اسلام است و در شهرستان خنج، روستای فیشور واقع شده و این اثر در تاریخ ۲۵ اسفند ۱۳۷۹ با شمارهٔ ثبت ۳۴۱۶ به‌عنوان یکی از آثار ملی ایران به ثبت رسیده‌است.